# Zaręby (powiat grodziski)
Zaręby – wieś sołecka w Polsce położona w województwie mazowieckim, w powiecie grodziskim, w gminie Żabia Wola.
Wieś szlachecka Zaremby położona była w drugiej połowie XVI wieku w powiecie tarczyńskim ziemi warszawskiej województwa mazowieckiego. W latach 1975–1998 miejscowość należała administracyjnie do województwa skierniewickiego.